# برنارد کپلر
برنارد کپلر (آلمانی: Bernhard Keppler؛ زادهٔ) یک شیمی‌دان در زمینه شیمی معدنی زیستی اهل آلمان است. او همچنین رئیس گروه شیمی دانشگاه وین اتریش می‌باشد.
وی همچنین برنده جوایزی همچون جایزه هاینتس مایر لایبنیتس شده است.